# 쥐돔
쥐돔은 양쥐돔과에 속하는 물고기이다. 몸길이는 40cm 정도로 1년산 쥐돔은 암초지대에서 홀로 사는 것이 많고, 그 이상 자라면 외해의 암초지대에서 큰 무리를 지어 생활한다. 암수가 쌍으로 떼를 지어 산란하는데, 이때 수컷의 몸에 검은 무늬가 나타난다. 한국·일본·오스트레일리아 등지에 분포한다.

## 모양
몸은 전체적으로 짙은 갈색을 띈다. 배부분은 색이 좀 연하다. 아가미 끝에서 시작된 등지르러미가 몸의 끝부분까지 끊임없이 이어져 있다. 전체적인 모양이 쥐치와 비슷하게 보이나 전혀 다른 물고기이다.

## 생활
수심 50 m 이내의 산호초나 암초 바닥 부분에 생활한다. 대표적인 아열대성 물고기 가운데 하나로 기후변화에 의해 제주도 등지의 개체수가 늘고 있다.

## 유전체
2022년 제주도에서 포획한 쥐돔의 미토콘드리아 DNA 전체가 해독되어 발표되었다.

## 참고 문헌
- 이 문서에는 다음커뮤니케이션(현 카카오)에서 GFDL 또는 CC-SA 라이선스로 배포한 글로벌 세계대백과사전의 내용을 기초로 작성된 글이 포함되어 있습니다.